# War Memorial Leicester

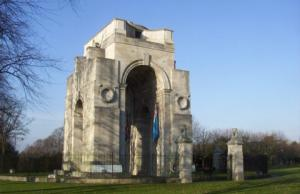
Ansicht des War Memorial

Das War Memorial ist ein Ehrenbogen in der britischen Stadt Leicester. Der Tetrapylon wurde von Edwin Lutyens entworfen und 1923 zum Gedächtnis der Gefallenen des Ersten Weltkriegs im Victoria Park errichtet.
Koordinaten: 52° 37′ 24,3″ N, 1° 7′ 17,4″ W